# 1974-es Le Mans-i 24 órás verseny
A 42. Le Mans-i 24 órás versenyt 1974. június 15 és június 16 között rendezték meg.

## Végeredmény
|    | Kategória | #  | Csapat                     | Versenyzők                                         | Modell                        | Motor                     | Körök |
| -- | --------- | -- | -------------------------- | -------------------------------------------------- | ----------------------------- | ------------------------- | ----- |
| 1  | S 3.0     | 7  | Équipe Gitanes             | Henri Pescarolo Gerard Larrousse                   | Matra-Simca MS670C            | Matra 3.0L V12            | 337   |
| 2  | S 3.0     | 22 | Martini Racing Team        | Gijs van Lennep Herbert Müller                     | Porsche 911 Carrera RSR Turbo | Porsche 2.1L Turbo Flat-6 | 331   |
| 3  | S 3.0     | 9  | Équipe Gitanes             | Jean-Pierre Jabouille François Migault             | Matra-Simca MS670C            | Matra 3.0L V12            | 324   |
| 4  | S 3.0     | 11 | Gulf Research Racing Co.   | Derek Bell Mike Hailwood                           | Mirage GR7                    | Ford Cosworth DFV 3.0L V8 | 317   |
| 5  | GT        | 71 | Raymond Touroul            | Cyril Grandet Dominique Bardini                    | Ferrari 365 GTB/4             | Ferrari 4.4L V12          | 313   |
| 6  | GT        | 54 | North American Racing Team | Dave Heinz Alain Cudini                            | Ferrari 365 GTB/4             | Ferrari 4.4L V12          | 312   |
| 7  | GT        | 66 | Porsche Club Romand        | Bernard Chenevière Peter Zbinden Michel Dubois     | Porsche 911 Carrera RSR       | Porsche 3.0L Flat-6       | 312   |
| 8  | S 3.0     | 15 | Automobiles Ligier         | Jacques Laffite Alain Serpaggi                     | Ligier JS2                    | Maserati 3.0L V6          | 310   |
| 9  | S 3.0     | 1  | North American Racing Team | Teodoro Zeccoli Jean-Claude Andruet                | Ferrari 312P                  | Ferrari 3.0L V12          | 298   |
| 10 | GT        | 70 | ASA Cachia                 | Raymound Touroul Henri Cachia Dennis Rua           | Porsche 911 Carrera RSR       | Porsche 3.0L Flat-6       | 288   |
| 11 | GT        | 56 | North American Racing Team | Christian Ethuin Lucien Guitteny                   | Ferrari 365 GTB/4             | Ferrari 4.4L V12          | 285   |
| 12 | GT        | 69 | Lucien Negeotte            | Lucien Negeotte Jean-Pierre Laffeach               | Porsche 911 Carrera RSR       | Porsche 3.0L Flat-6       | 276   |
| 13 | GT        | 59 | Pierre Mauroy              | Anny-Charlotte Verney Pierre Mauroy Martine Rénier | Porsche 911 Carrera RSR       | Porsche 3.0L Flat-6       | 276   |
| 14 | GT        | 63 | Jean-Claude Lagniez        | Jean-Claude Lagniez Gérard Meo                     | Porsche 911 Carrera RSR       | Porsche 3.0L Flat-6       | 274   |
| 15 | T         | 86 | Jean-Claude Aubriet        | Jean-Claude Aubriet "Depnic"                       | BMW 3.0CSL                    | BMW 3.5L I6               | 269   |
| 16 | GT        | 57 | Marcel Mignot              | Marcel Mignot Harry Jones                          | Ferrari 365 GTB/4             | Ferrari 4.4L V12          | 266   |
| 17 | S 2.0     | 30 | "Christine" - Écurie Seiko | Christine Beckers Yvette Fontaine Marie Laurent    | Chevron B23                   | Ford Cosworth FVC 2.0L I4 | 265   |
| 18 | GT        | 51 | Henri Greder               | Henri Greder Marie-Claude Charmasson               | Chevrolet Corvette            | Chevrolet 7.0L V8         | 253   |
| 19 | S 3.0     | 65 | Christian Poirot           | Christian Poirot Jean Rondeau                      | Porsche 908/2                 | Porsche 3.0L Flat-8       | 251   |
| 20 | GT        | 73 | Paul Blancpain Toad Hall   | Michael Keyser Milt Minter Paul Blancpain          | Porsche 911 Carrera RSR       | Porsche 3.0L Flat-6       | 246   |

## Nem értékelhető
|    | Kategória | #  | Csapat           | Versenyzők                                       | Modell     | Motor                  | Körök |
| -- | --------- | -- | ---------------- | ------------------------------------------------ | ---------- | ---------------------- | ----- |
| 21 | S 3.0     | 25 | Mazda Automotive | Yushiro Okamoto Harakuni Takahashi Yojiro Terada | Sigma MC74 | Mazda 12A 1.2L 2-Rotor | 155   |

## Nem ért célba
|    | Kategória | #  | Csapat                       | Versenyzők                                            | Modell                        | Motor                      | Körök |
| -- | --------- | -- | ---------------------------- | ----------------------------------------------------- | ----------------------------- | -------------------------- | ----- |
| 22 | GT        | 72 | Polifac Gelo Racing Team     | Franz Pesch Jürgen Barth                              | Porsche 911 Carrera RSR       | Porsche 3.0L Flat-6        |       |
| 23 | GT        | 62 | Ecurie Francorchamps         | Hughes de Fierlandt Richard Bond                      | Porsche 911 Carrera RSR       | Porsche 3.0L Flat-6        |       |
| 24 | GT        | 67 | Porsche Club Romand          | William Vollery Eric Chapuis Roger Dorchy             | Porsche 911 Carrera RSR       | Porsche 3.0L Flat-6        |       |
| 25 | S 2.0     | 44 | Gérard Cuynet                | Gérard Cuynet Yves Evrard Jean-Louis Gama             | Porsche 910                   | Porsche 2.0L Flat-6        |       |
| 26 | T         | 90 | Shark Team                   | Jean-Claude Guérie Serge Godard Dominique Fornage     | Ford Capri RS                 | Ford 3.0L V6               |       |
| 27 | S 2.0     | 43 | Racing Organisation Course   | Robert Mieusset Fred Stalder François Sérvanin        | Lola T292                     | ROC-Chrysler 2.0L I4       |       |
| 28 | S 3.0     | 10 | Alain de Cadenet             | Chris Craft John Nicholson                            | De Cadenet LM                 | Ford Cosworth DFV 3.0L V8  |       |
| 29 | GT        | 64 | Polifac Gelo Racing Team     | Georg Loos Clemens Schickentanz                       | Porsche 911 Carrera RSR       | Porsche 3.0L Flat-6        |       |
| 30 | T         | 87 | BMW Jolly Club               | Manfred Mohr Martino Finotto Carlo Facetti            | BMW 3.0CSL                    | BMW 3.5L I6                |       |
| 31 | GT        | 61 | Robert Buchet                | Claude Ballot-Léna Vic Elford                         | Porsche 911 Carrera RSR       | Porsche 3.0L Flat-6        |       |
| 32 | S 3.0     | 17 | Ortega Ecuador Marlboro Team | Fausto Merello Guillermo Ortega Lothar Ranft          | Porsche 908/2                 | Porsche 3.0L Flat-8        |       |
| 33 | S 3.0     | 6  | Équipe Gitanes               | Jean-Pierre Beltoise Jean-Pierre Jarier               | Matra-Simca MS680             | Matra 3.0L V12             |       |
| 34 | S 3.0     | 8  | Équipe Gitanes               | Jean-Pierre Jaussaud Bob Wollek José Dolhem           | Matra-Simca MS670B            | Matra 3.0L V12             |       |
| 35 | S 3.0     | 14 | Automobiles Ligier           | Guy Chasseuil Michel Leclère                          | Ligier JS2                    | Maserati 3.0L V6           |       |
| 36 | S 3.0     | 28 | Michel Dupont Scato          | Heinz Schulthess Michel Lateste                       | Lola T284                     | Ford Cosworth DFV 3.0L V8  |       |
| 37 | S 3.0     | 21 | Martini Racing Team          | Helmut Koinigg Manfred Schurti                        | Porsche 911 Carrera RSR Turbo | Porsche 2.1L Turbo Flat-6  |       |
| 38 | S 3.0     | 46 | Rebaque-Rojas Racing Team    | Guillermo Rojas Héctor Rebaque                        | Porsche 911 Carrera RSR       | Porsche 3.0L Flat-6        |       |
| 39 | GT        | 68 | Samson Kremer Racing         | Hans Heyer Paul Keller Erwin Kremer                   | Porsche 911 Carrera RSR       | Porsche 3.0L Flat-6        |       |
| 40 | S 3.0     | 19 | Wicky Racing Team            | André Wicky Jacques Boucard Louis Cosson              | Porsche 908/2                 | Porsche 3.0L Flat-8        |       |
| 41 | S 3.0     | 12 | Gulf Research Racing Co.     | Vern Schuppan Reine Wisell                            | Mirage GR7                    | Ford Cosworth DFV 3.0L V8  |       |
| 42 | S 2.0     | 23 | Mamers-Grac-Gotti-Meca       | Max Mamers Xavier Lapeyre                             | Grac-Gotti MT20               | Chrysler-Simca JRD 2.0L I4 |       |
| 43 | GT        | 58 | Escuderia Montjuich          | Claude Haldi José-Maria Fernandez Jean-Marc Seguin    | Porsche 911 Carrera RSR       | Porsche 3.0L Flat-6        |       |
| 44 | GT        | 60 | Louis Meznarie               | Hubert Striebig Helmut Kirschoffer Jean-Louis Chateau | Porsche 911 Carrera RSR       | Porsche 3.0L Flat-6        |       |
| 45 | GT        | 52 | Wicky Racing Team            | Max Cohen-Olivar Philippe Carron                      | De Tomaso Pantera             | Ford 5.8L V8               |       |
| 46 | S 3.0     | 18 | North American Racing Team   | Jean-Louis Lafosse Giancarlo Gagliardi                | Ferrari 308 GT4               | Ferrari 3.0L V8            |       |
| 47 | S 2.0     | 27 | Michel Dupont Scato          | Michel Dupont Gregor Fischer Daniel Brillat           | Chevron B23/26                | Ford Cosworth BDG 1.8L I4  |       |
| 48 | S 3.0     | 31 | Écurie Tibidabo              | Francisco Torredemer Juan Fernandez Bernard Tramont   | Porsche 908/3                 | Porsche 3.0L Flat-8        |       |
| 49 | GT        | 55 | North American Racing Team   | Jean-Pierre Paoli Alain Couderc                       | Ferrari 365 GTB/4             | Ferrari 4.4L V12           |       |